# 치르노
치르노(일본어: チルノ, Cirno)는 동인 서클 상하이 앨리스 환악단에서 제작한 동방 프로젝트에 등장하는 가공 인물이다.

## 소개
호수에 사는 얼음의 요정. 항상 몸에서 냉기가 나오고 있어서 치르노의 주변은 언제나 춥다. 닿은 것을 순식간에 얼릴 수 있기 때문에 그녀가 자고 있다고 하더라도 만지면 동상에 걸릴 우려가 있다. 키는 작다. 일인칭은 〈나(あたし)〉〈이몸(あたい)〉 등이다.
장난을 좋아해서 요정다운 유치한 행동을 하곤 한다. 능력을 사용해 개구리를 얼려 가두는 장난을 좋아한다. 하지만 늪에 사는 커다란 두꺼비에게 벌로 삼켜진 경험도 있다. 겨울은 얼릴것이 없어 좋아하지 않는다.
엄청난 바보라서 아무리 간단한 수수께끼라고 해도 대답하지 못한다고 한다. 다만 신문 기사를 읽고 내용을 이해해서 비판할 정도의 지성은 있다. 절대영도 이하의 온도가 있다는걸 안다.
요정은 〈인간 이하의 존재〉라고 하지만 치르노는 요정 중에서도 힘이 각별히 센 존재로, 《화영총》에서는 그것에 대해 시키에이키로부터 설교를 들은 바 있다. 《구문사기》에는 호수의 요정 중에서도 리더격이라고 적혀 있다. 《화영총》이나 《비상천칙》, 《요정대전쟁》에서는 자신을 〈최강〉이라고 자칭한다.

## 작중 행적
- 《동방홍마향》: 2면 보스
- 《동방요요몽》: 1면 중보스
- 《동방화영총》: 플레이어 캐릭터, 대전상대
- 《동방비상천칙》: 플레이어 캐릭터, 대전상대
- 《동방휘침성》: 1면 중보스
- 《동방천공장》: 플레이어 캐릭터

항상 작중에서 보잘것 없는 취급을 받는다.